# Ochotnicza Legia Kobiet

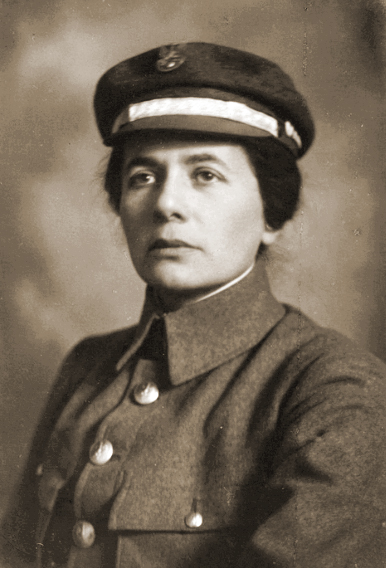
Aleksandra Zagórska

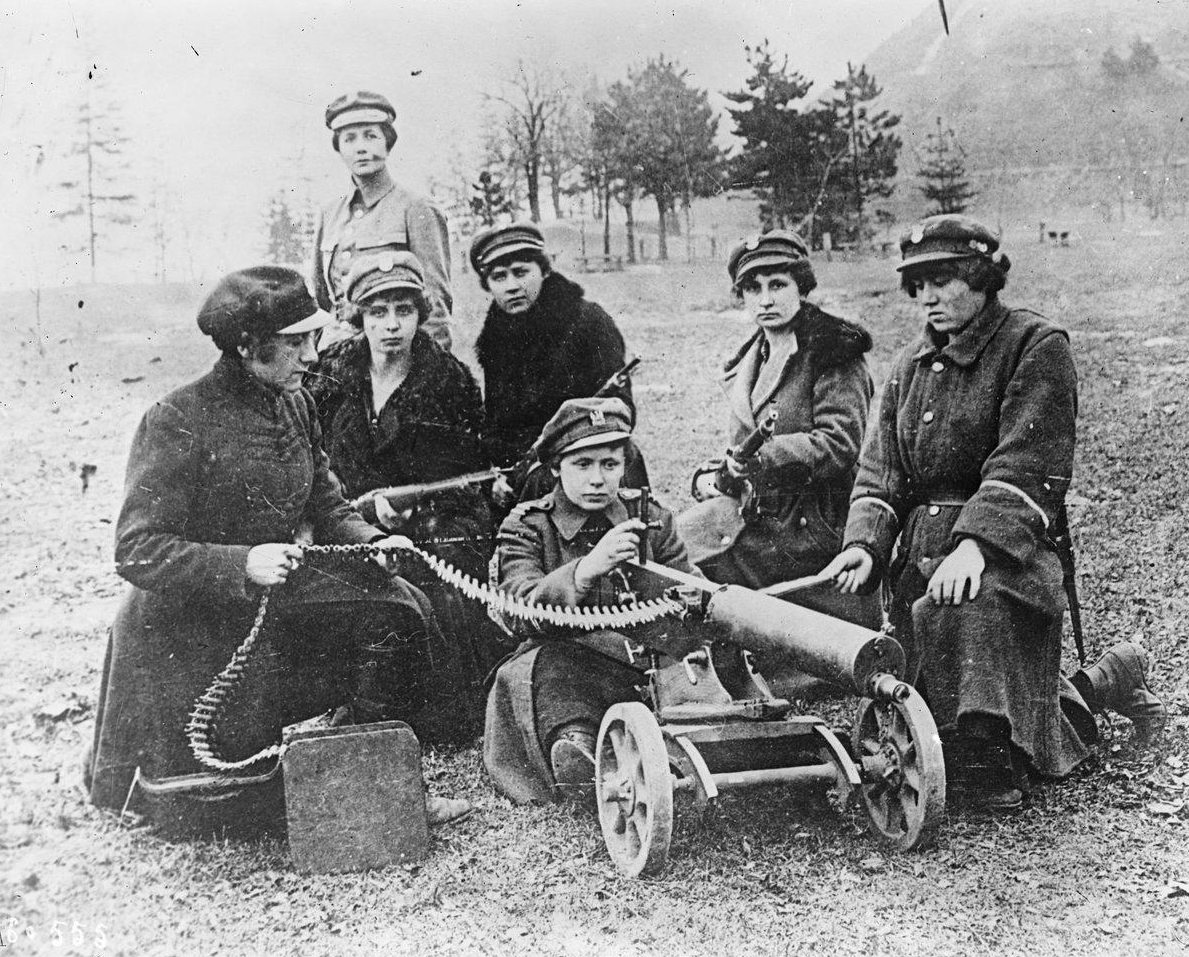
Aleksandra Zagórska (w tle) z kobietami z OLK obsługującymi karabin maszynowy Maxim

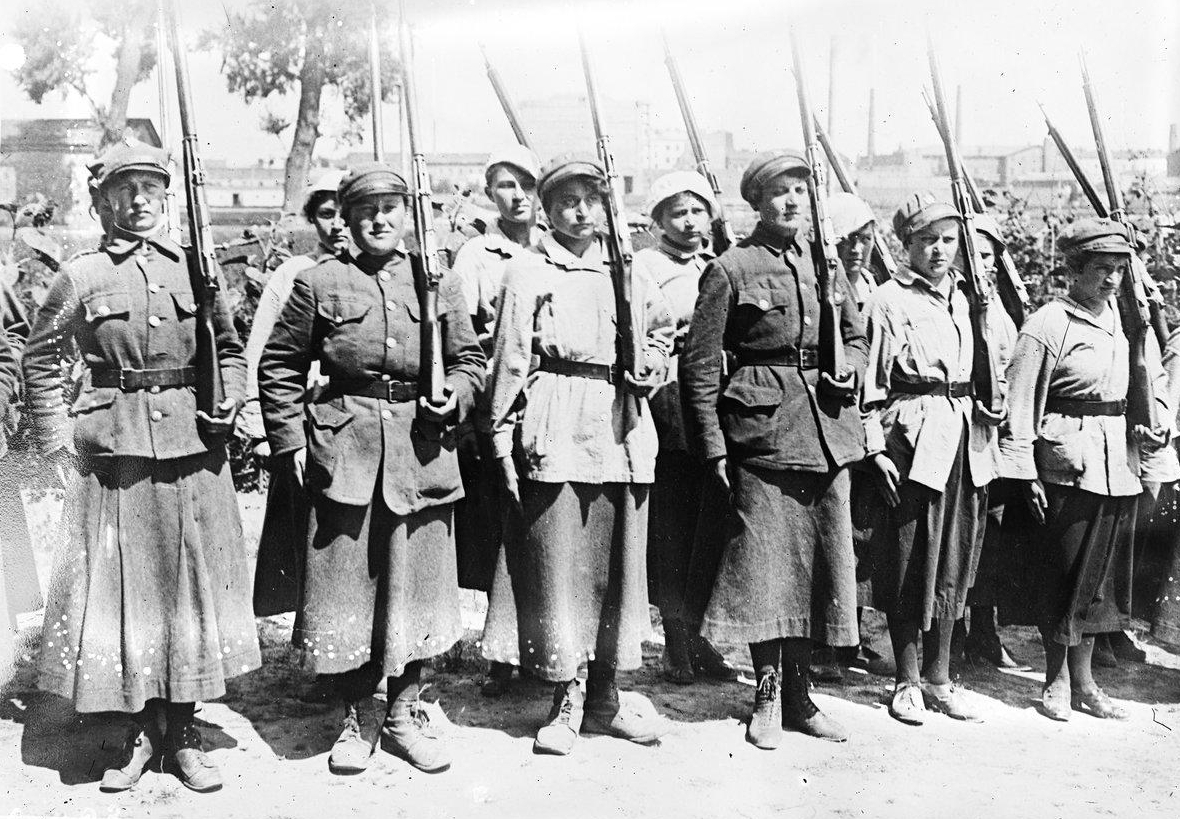
OLKi w czasie wojny polsko-bolszewickiej w 1920

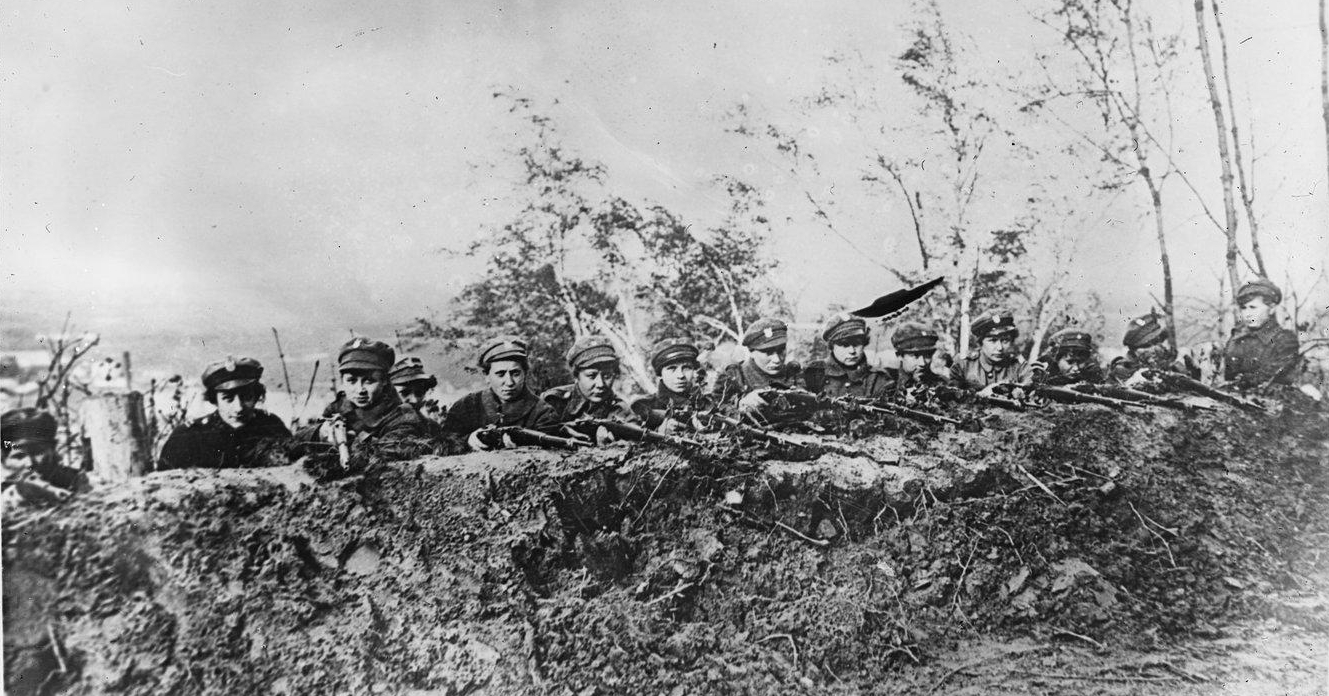
Członkinie Ochotniczej Legii Kobiet w okopach na stanowiskach strzeleckich

Ochotnicza Legia Kobiet (OLK) – polska ochotnicza organizacja wojskowa utworzona we Lwowie w 1918 przez kobiety, pragnące walczyć o niepodległość Polski. Członkinie organizacji brały udział w bitwie o Lwów podczas wojny polsko-ukraińskiej oraz w wojnie polsko-bolszewickiej, w tym w walkach o Wilno.

## Historia
Początki organizacji sięgają 28 listopada 1918, kiedy to lwowianki utworzyły ochotniczy oddział milicji kobiecej funkcjonującej w ramach miejskiej Straży Obywatelskiej. Kobiety pełniły początkowo służbę administracyjną, kurierską i wartowniczą, a także funkcje pomocnicze, jednak wraz z zaostrzeniem się konfliktu walczyły również jak zwykli żołnierze – mężczyźni. W grudniu 1918 Dowództwo Miasta przekształciło milicję kobiecą w formację ściśle wojskową, skoszarowaną i zaprowiantowaną, uzbrojoną i umundurowaną, której nadano oficjalną nazwę Ochotnicza Legia Kobiet. Za inicjatorkę i organizatorkę formacji uznawana jest doktor Aleksandra Zagórska, która była pierwszą komendantką kurierek OLK. W czasie walk o Lwów straciła ona swojego czternastoletniego syna Jerzego, który zginął od ukraińskich pocisków na Cmentarzu Łyczakowskim. Intensywność walk i niedobory personalne spowodowały, że w miarę potrzeb kobiety kierowane były na pierwszą linię walk z Ukraińcami. Często decyzje o uczestnictwie w działaniach bojowych podejmowane były spontanicznie i ochotniczo. Przykładem może być Helena Bujwidówna, która nie wykonała rozkazu zorganizowania punktu sanitarnego i przyłączyła się samowolnie do walczących polskich żołnierzy, ponieważ „wolała strzelać”. W czasie walk o Lwów było około 400 kobiet w OLK. Pod koniec 1918 roku zginęło łącznie 66 kobiet-żołnierzy walczących w obronie miasta.

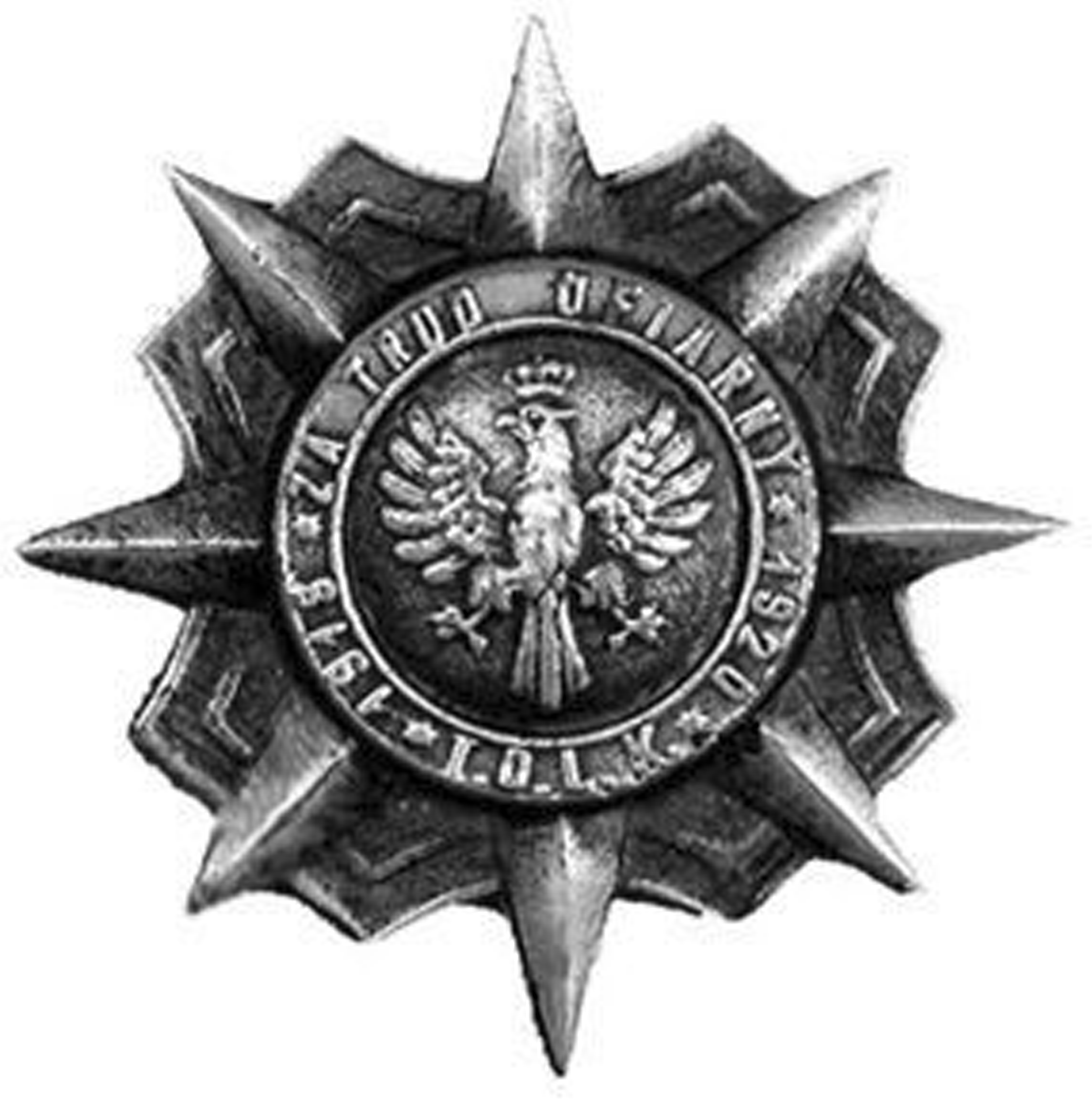
Odznaka Ochotniczej Legii Kobiet we Lwowie (OLK) 1918–1920

Podczas wojny polsko-bolszewickiej organizacja zwiększyła swoją liczebność do 2 500 ochotniczek i brała udział w działaniach wojennych m.in. w Warszawie oraz w Wilnie (od maja 1919). W Wilnie w połowie 1919 ochotniczki Legii, pod dowództwem ppor. Wandy Gertz brały udział w obronie miasta przed bolszewikami. Kobiety z OLK służyły praktycznie we wszystkich rodzajach wojsk polskich poza wojskami pancernymi i lotnictwem. Znaleźć je można było w szeregach piechoty, kawalerii, artylerii, służbie sanitarnej, intendenturze oraz w wywiadzie.
1 kwietnia 1920 roku przy Sekcji Mobilizacyjnej Oddziału I Sztabu Ministerstwa Spraw Wojskowych w Warszawie został utworzony Wydział Ochotniczej Legii Kobiet. Naczelniczką wydziału została mianowana doktor Aleksandra Zagórska z równoczesnym przyznaniem stopnia funkcyjnego majora. Naczelniczka wydziału była „dowódczynią wszystkich formacji OLK na terenie podległym Ministerstwu Spraw Wojskowych”. Jej zastępczynią była referentka oświatowa MSWojsk. kapitan Ludwika Zawadzka.
Poza Aleksandrą Zagórską i Wandą Gertz sławę zyskały inne ochotniczki: kapral Janina Łada-Walicka z II Ochotniczego Szwadronu Śmierci, Janina Prus-Niewiadomska, sanitariuszka pełniąca służbę na pierwszej linii ognia, czy Maria Wittek, pierwsza w historii wojska polskiego kobieta mianowana generałem.
Po wojnie organizacja została rozwiązana w 1922. Pod koniec poprzedniego roku, przed rozkazem demobilizacji ochotniczek z OLK, stan personalny organizacji wynosił 2530 żołnierzy. Sześć lat później ochotniczki OLK utworzyły kolejną paramilitarną organizację w wojsku polskim – Przysposobienie Wojskowe Kobiet.

## Ubiór[1]
- Kapelusz skautowy, koloru khaki, z rzemykiem pod brodą prawe rondo podniesione, na rondzie orzełek i oznaki szarży.
- Kurtka i płaszcz jak dla oficerów i szeregowych Wojsk Polskich według „Przepisu ubioru polowego W. P. 1919 r.” (Dz. Rozk. Wojsk. nr 97 z 1919 r.)
- Spódnica angielska gładka z materiału kurtki.
- Trzewiki sznurowane czarne lub żółte.
- Patka na kołnierzu kurtki z sukna jasnoniebieskiego bez wypustki, na kołnierzu płaszcza – takiej same barwne paski.
- Naramienniki kroju wojskowego gładkie; na środku naramiennika monogram O.L.K., dla pełniących funkcje oficerskie srebrny oksydowany, a dla szeregowych z sukna karmazynowego.

## Oznaki stopni służbowych
Oficerowie i szeregowi Ochotniczej Legii Kobiet noszą oznaki stopni na:
- kapeluszach
- obu rękawach kurtki i płaszcza.

Na naramiennikach żadnych oznak nie mają.
Poza tym oficerów mają na patce wężyk oficerski, szeregowi zaś wężyk szeregowych.
A. Oznaki stopni funkcyjnych oficerskich – oficerów wyższych mają:

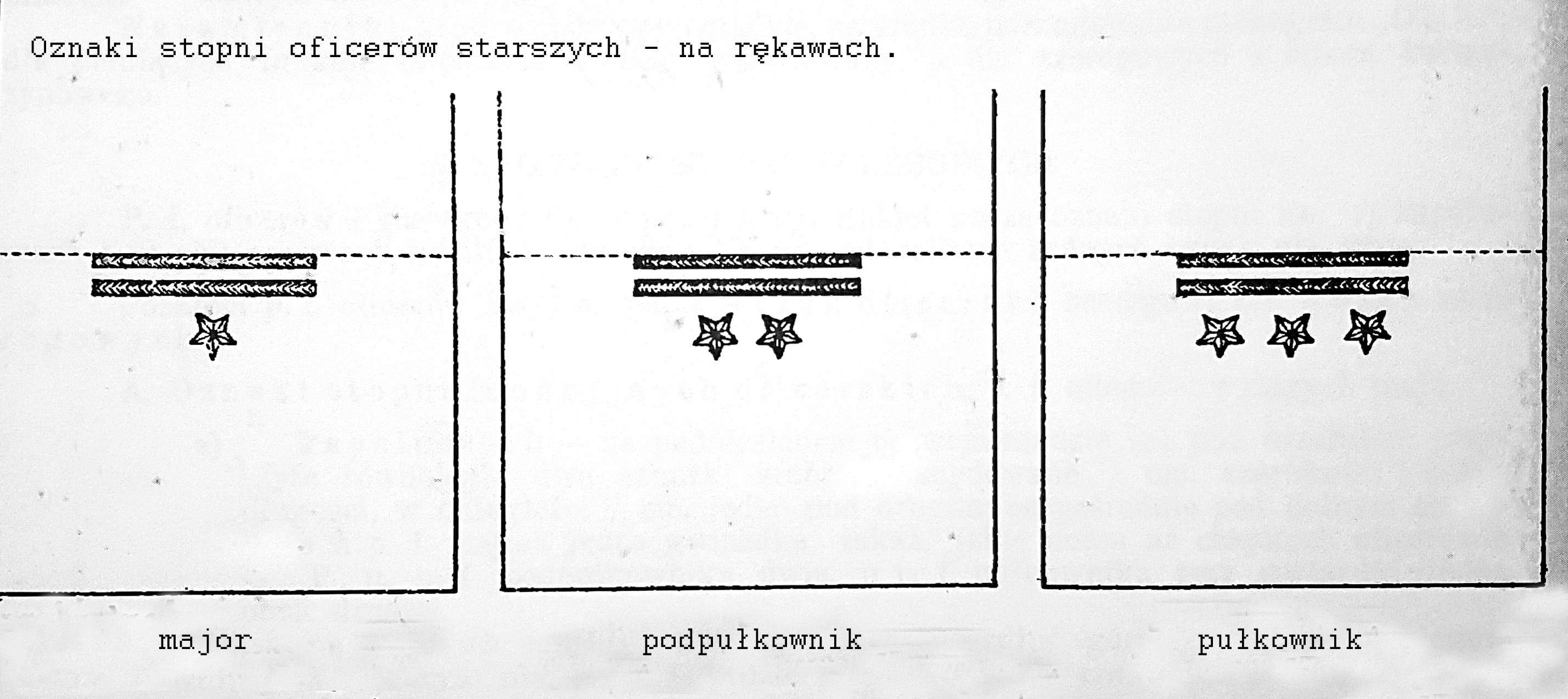
Oficerowie starsi O.L.K.

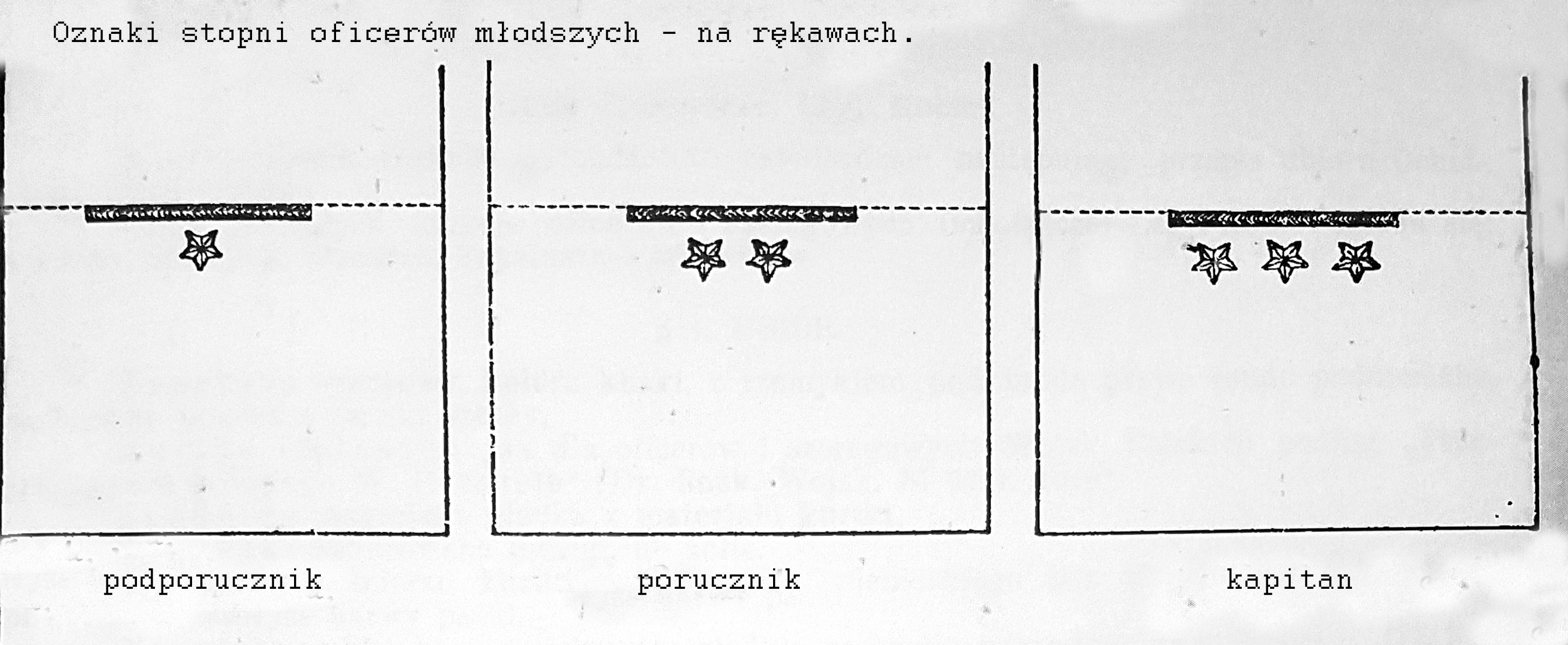
Oficerowie młodsi O.L.K.

a) na kapeluszach – na podniesionym prawem rondzie tuż pod orzełkiem przyszyte równolegle dwa sznurki srebrne oksydowane 1/2 cm szerokości i długości 5 cm, w odległości 1/2 cm. jeden pod drugim; bezpośrednio pod dolnym sznurkiem u majora jedna gwiazdka, taka jakie noszą na czapkach oficerowie W. P., u podpułkownika dwie gwiazdki, u pułkownika trzy gwiazdki jedna
obok drugiej.
b) na rękawach kurtki i płaszcza – wzdłuż górnej krawędzi wyłogów rękawa naszyte równolegle i prosto w odległości 1/2 cm jeden pod drugim dwa sznurki płaskie srebrne oksydowane szerokości 5 mm; pod dolnym sznurkiem w odległości 1/2 cm od niego przymocowane gwiazdki metalowe (haftowane lub tłoczone) takież, jak u oficerów W. P.. na naramiennikach: u majora jedna
gwiazdka, u podpułkownika dwie gwiazdki, u pułkownika trzy jedna obok drugiej.
Oficerowie młodsi mają:
a) na kapeluszach – na podniesionym prawem rondzie, tuż pod orzełkiem, naszyty płaski sznurek srebrny oksydowany 1/2 cm szerokości i długości 5 cm, pod nim zaś u podporucznika jedna gwiazdka, u porucznika dwie gwiazdki, u kapitana trzy gwiazdki jedna obok drugiej,
b) na rękawach kurt i płaszcza – wzdłuż górnej krawędzi otoka przy szyty jeden płaski sznurek srebrny oksydowany, szerokości 1/2 cm i długości 5 cm, pod nim zaś o 1/2 cm gwiazdki takie, jak u oficerów W. P. na naramiennikach u podporucznika jedna gwiazdka, u porucznika dwie gwiazdki, u kapitana trzy gwiazdki jedna obok drugiej.
B. Oznaki stopni szeregowych.

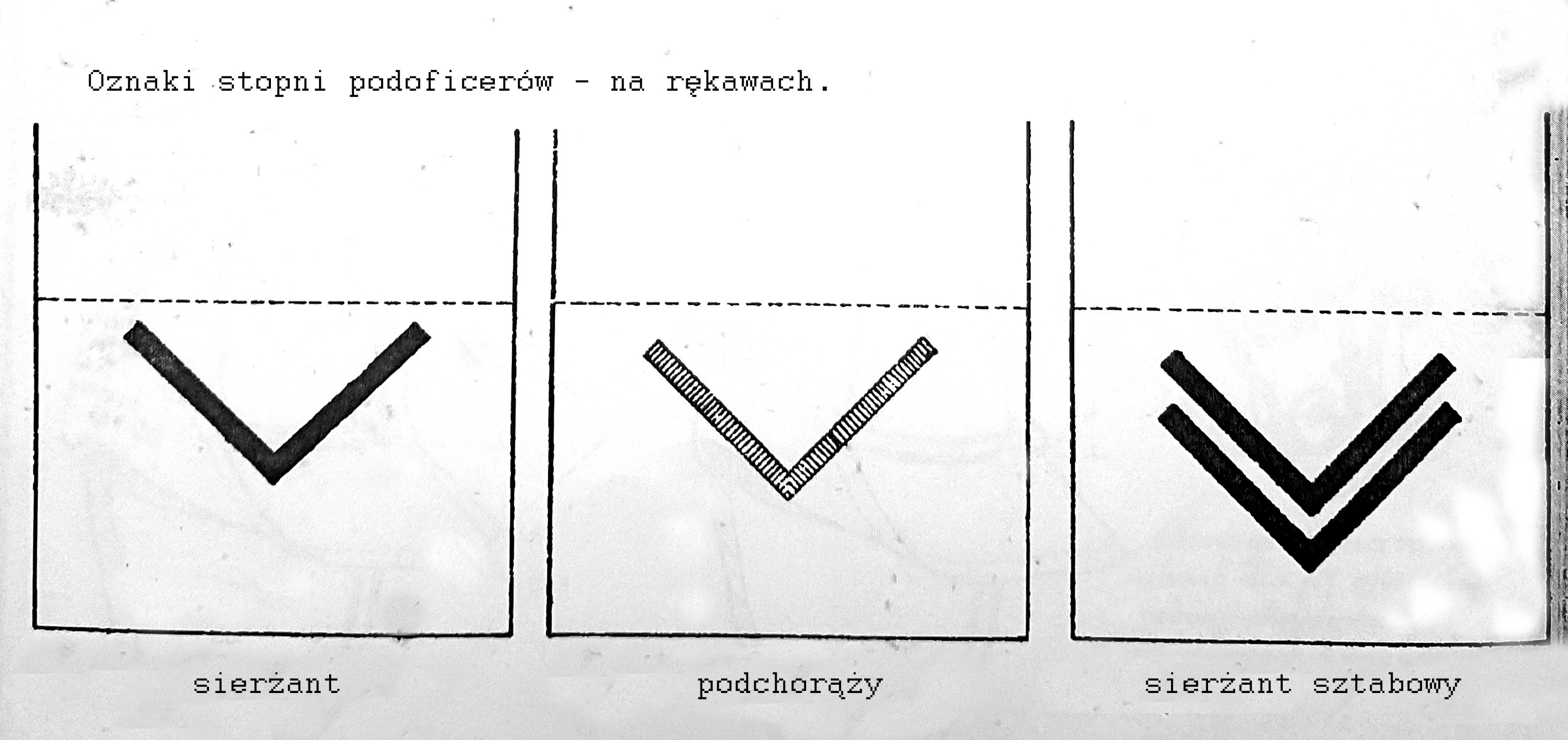
Odznaki podoficerów O.L.K.

Na kapeluszach wszyscy szeregowi O. L. K. noszą takież oznaki, jak szeregowi W. P.
odpowiedniego stopnia.
Na rękawach kartki i płaszcza:
- Legionistka sierżanta sztabowego ma naszyte na przedniej części wyłogu w odległości 1/2 cm od górnej krawędzi dwa kąty proste, wierzchołkiem ku dołowi, o długości boków 5 cm w odległości 1cm jeden pod drugim z tasiemki karmazynowej szerokości 1/2 cm.
- Legionistka sierżanta liniowego ma taki sam kąt jak u podchorążego, ale z tasiemki karmazynowej szerokości 1/2 cm;
- Legionistka plutonowego ma równolegle do górnej krawędzi rękawa w odległości 1/2 cm od niej naszyte trzy tasiemki karmazynowe 1/2 cm szerokości, długości 5 cm jedna pod drugą w odległości 1 cm.
- Legionistka kaprala ma takie same tasiemki jak plutonowy, ale tylko dwie;

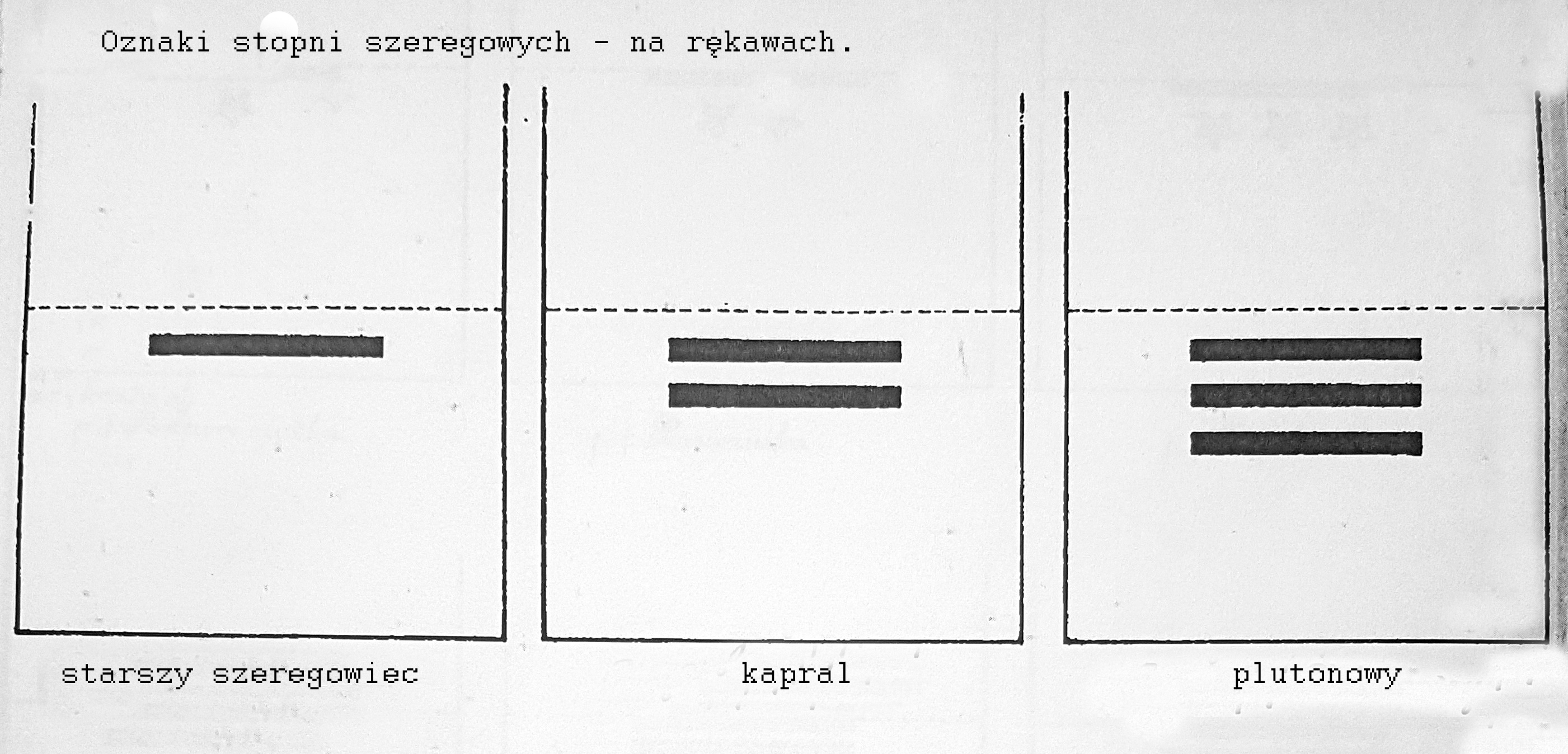
Stopnie O.L.K.

- starszy szeregowiec ma taką samą tasiemkę jak kapral, ale tylko jedną;
- szeregowiec na wyłogach rękawów żadnych oznak nie nosi[9].

### Odznaka „Za trud Ofiarny”
Od 1929 roku po powstaniu Związku Legionistek Polskich, kierowanym przez Aleksandrę Zagórską dla byłych żołnierek Ochotniczej Legii Kobiet przyznawano Odznakę „Za trud Ofiarny”. Przyznawano je kobietom które w Legii przesłużyły minimum 6 miesięcy. Odznaka była jednoczęściowa i na ogół miała wymiary 51 × 51 mm. Na ośmiokątnej tarczy umieszczono ośmioramienną gwiazdę. W centrum odznaki znajdował się orzeł w koronie, w otoku zaś napis: ZA TRUD OFIARNY 1918 I OLK 1920. Zazwyczaj była wykonana z mosiądzu lub z białego metalu (wtedy srebrzona), bez emalii. Zapięcie tworzył słupek z nakrętką. Potwierdzeniem otrzymania odznaki był dyplom o wymiarach 200 × 160 mm, drukowany na kartonie w kolorze sepii.

## Upamiętnienie
- Kobiety służące w Ochotniczej Legii Kobiet ukazane zostały w polskim filmie batalistycznym z 2011 roku o wojnie polsko-bolszewickiej pt. 1920 Bitwa warszawska w reżyserii Jerzego Hoffmana.